# ساموئل شاهرامانیان
ساموئل سرگئی شاهرامانیان (زادهٔ ۱ دسامبر ۱۹۷۸) سیاستمدار ارمنی است که از ۱۰ سپتامبر ۲۰۲۳ تا ۲۱ مه ۲۰۲۵ به عنوان پنجمین و آخرین رئیس‌جمهور جمهوری آرتساخ خدمت کرد. او همچنین به عنوان رهبر دولت در تبعید جمهوری آرتساخ خدمت کرد.
او همچنین از اوت تا سپتامبر ۲۰۲۳ وزیر مشاور بود. او همچنین به عنوان وزیر تربیت میهنی نظامی، جوانان، ورزش و گردشگری، دبیر شورای امنیت آرتساخ و سرلشکر ارتش دفاعی جمهوری آرتساخ خدمت کرده است.

## اوایل زندگی و حرفه
شاهرامانیان در اول دسامبر ۱۹۷۸ در استپاناکرت، در استان خودمختار قره‌باغ کوهستانی متولد شد. او در سال ۱۹۹۹ از دانشکده اقتصاد دانشگاه آرتساخ فارغ‌التحصیل شد. از سال ۱۹۹۶ تا ۱۹۹۹، در ارتش دفاعی جمهوری آرتساخ خدمت کرد و سپس به سرویس امنیت ملی آرتساخ منتقل شد و بین سال‌های ۲۰۱۸ تا ۲۰۲۰، پس از انتصاب توسط رئیس‌جمهور باکو ساهاکیان، مدیر آن بود.

## حرفه سیاسی

### مناصب وزارتی در آرتساخ
در ماه مه ۲۰۲۰، شاهرامانیان توسط رئیس‌جمهور آرائیک هاروتیونیان به عنوان وزیر تربیت میهنی نظامی، جوانان، ورزش و گردشگری به عنوان بخشی از دولت دوم منصوب شد.
در ۲۹ آگوست ۲۰۲۳، هاروتیونیان اظهار داشت که در حال بررسی استعفا و خدمت در شبه‌نظامیان آرتساخ است. در ۳۱ آگوست، هاروتیونیان به همراه گورگن نرسیسیان، وزیر مشاور، استعفای خود را از سمت ریاست جمهوری آرتساخ اعلام کرد. پیش از استعفا، هاروتیونیان در حکم نهایی خود، شاهرامانیان را به عنوان وزیر مشاور جدید منصوب کرد و به او اختیارات گسترده‌ای داد.

### انتخابات ۲۰۲۳
در ۶ سپتامبر ۲۰۲۳، مشخص شد که سه جناح مخالف پارلمان (عدالت، فدراسیون انقلابی ارمنی و حزب دموکراتیک آرتساخ) شاهرامانیان را به عنوان کاندیدای ریاست جمهوری خود معرفی کردند. بعداً نامزدی شاهرامانیان توسط بزرگ‌ترین جناح پارلمان، مام میهن آزاد-یوسی‌ای، حمایت شد. در انتخابات ریاست جمهوری که در ۹ سپتامبر برگزار شد، شاهرامانیان، که تنها کاندیدا بود، با رأی ۲۲ به ۱ از ۲۳ نماینده حاضر انتخاب شد.

### تهاجم آذربایجان، مهاجرت و انحلال آرتساخ
نُه روز پس از سوگند خوردن شاهرامانیان، جمهوری آذربایجان حملهٔ نظامی علیه آرتساخ را آغاز کرد. روز بعد، دولت آرتساخ به توافق آتش‌بس رسید و با خلع سلاح موافقت کرد. در ۲۴ سپتامبر، تخلیه گسترده غیرنظامیان ارمنی‌تبار آغاز شد و دلیل آن ترس از آزار و اذیت و پاکسازی قومی در صورت باقی ماندن آنها بود. در ۲۸ سپتامبر، شاهرامانیان فرمانی را امضا کرد که بیان می‌کرد تمام نهادهای دولتی تا ۱ ژانویه ۲۰۲۴ منحل خواهند شد و به این ترتیب موجودیت جمهوری آرتساخ به پایان می‌رسد.

### تبعید
در ۴ اکتبر، گزارش شد که شاهرامانیان آرتساخ را به مقصد ارمنستان ترک کرده است. او در ۱۶ اکتبر در ایروان دیده شد. در ۲۲ دسامبر ۲۰۲۳، شاهرامانیان گفت که هیچ سند رسمی مبنی بر انحلال نهادهای دولتی وجود ندارد و دفتر او اعلام کرد که این «کاغذ خالی» است. در مارس ۲۰۲۴، شاهرامانیان دولت آرتساخ را در کنار نهادهایش، یک دولت در تبعید اعلام کرد. این اعلامیه توسط نخست‌وزیر ارمنستان، نیکول پاشینیان، رد شد و آن را «تهدید امنیتی» خواند. در ۲۱ مه ۲۰۲۵، دوره ریاست جمهوری او به پایان رسید. در نتیجه، آشوت دانیلیان، که به عنوان رئیس مجلس ملی در تبعید نیز انتخاب شده بود، اختیارات ریاست جمهوری را به دست گرفت.

## زندگی شخصی
شاهرامانیان متأهل و دارای سه فرزند است.